# Товарищество Юрьево-Польской мануфактуры
Товарищество Юрьево-Польской мануфактуры — предприятие текстильной промышленности Российской империи.

## История
В 1871 году в городе Юрьев-Польский была открыта  механическая миткалево-ткацкая фабрика; в 1880 году здесь же открылась красильно-отделочная фабрика. Когда 27 января 1881 года купец К. Прохоровым с сыновьями учредил Товарищество «Юрьево-Польской мануфактуры», в него вошли обе фабрики. В журнале Комитета Министров на заседании 27 января 1881 года в Санкт-Петербурге было записано следующее:

«Московский 1-й гильдии купец Косьма Прохоров и купеческие сыновья Василий и Иван Прохоровы представили в Министерство Финансов, для исходатайствования утверждения проекта Устава предполагаемого ими к учреждению Товарищества на паях под наименованием «Товарищество Юрьево-Польской Мануфактуры».

Капитал Товарищества был определён в 300 тысяч рублей, разделённых на 60 именных паёв, по 5 тысяч рублей каждый; правление Товарищества находилось в Москве. Устав Товарищества Юрьево-Польской мануфактуры был утверждён 6 ноября 1881 года.
К концу 1880-х годов на фабрике Прохоровых было 5 паровых машин мощностью 71 лошадиная сила и 384 станка в 14 отделениях, на которых вырабатывалось 60 тысяч кусков молескина, мильтона, деликатона, диагонали. В красильно-отделочном производстве, действовали 24 красильные барки, чесальное, стригательное, декатировочное и прочее отделочное оборудование. Котельные фабрики работали на древесном топливе и торфе. В 1891 году красильно-отделочное производство Прохоровы ликвидировали и перевели на другие фабрики в Тверской губернии. 
Прохоровские владельцы фабрики в Юрьев-Польском бывали очень редко, занимаясь делами на более крупных своих предприятиях в Вышнем Волочке. Юрьев-Польской фабрикой руководил управляющий из местных жителей И. М. Булыгин. В 1912 году хозяева прислали на фабрику своего родственника — Н. И. Пахомова, только что окончившего прядильно-ткацкое училище. Проявив незаурядные способности и, начав свою деятельность с комплектного подмастерья, вскоре он оказался во главе технического руководства предприятия, пользовался у прохоровских текстильщиков уважением. Продукция фабрики сбывалась через столичные оптовые склады и ярмарки Центра России и Поволжья.
В ходе Февральской революции рабочие фабрики, остановив станки и машины, вышли митинговать на улицы города. После Октябрьской революции, в 1918 году фабрики Прохоровых были национализированы и присоединены к крупной ткацко-отделочной фабрике «Авангард», которая, в свою очередь,  была образована после национализации Товарищества братьев Овсянниковых и А. Ганшина с сыновьями.